# Bindenstrandläufer

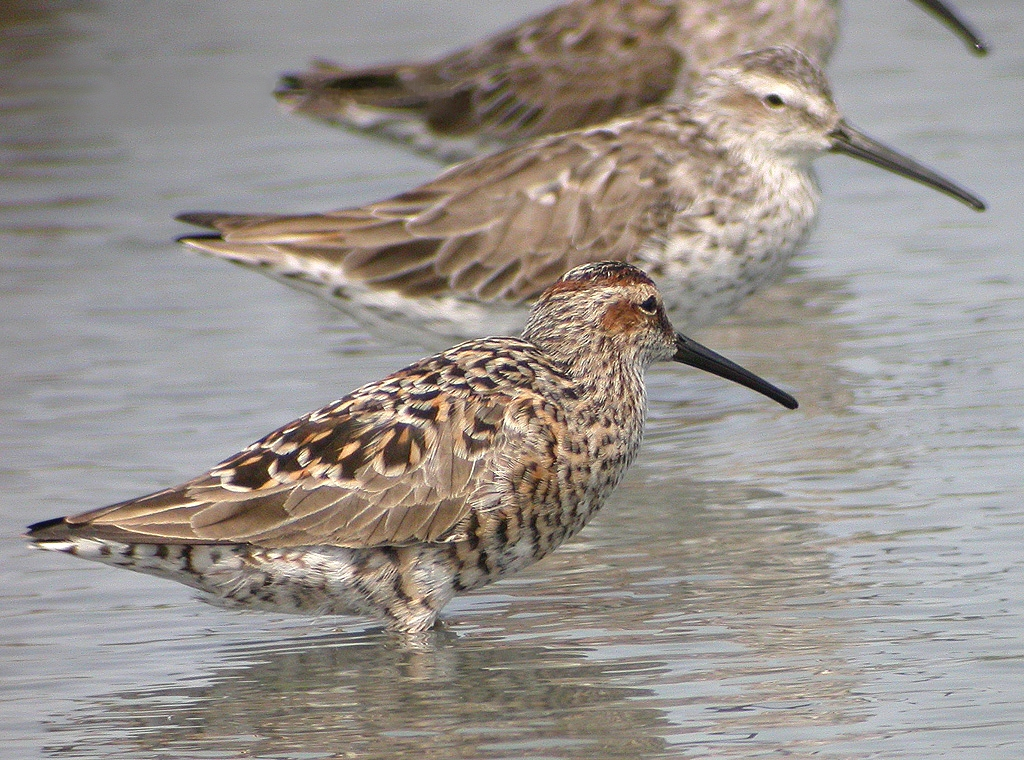
Bindenstrandläufer im Prachtkleid

Der Bindenstrandläufer (Calidris himantopus, Syn.: Micropalama himantopus) ist eine nearktische Vogelart aus der Familie der Strandläufer. Seine taxonomische Zuordnung ist strittig, er wird überwiegend der Gattung Calidris zugeordnet, von einigen Autoren jedoch in die monotypische Gattung Micropalama gestellt. Es lässt sich aber selbst auf Basis der Nukleotidsequenz nicht bestimmen, welche dieser Einordnungen gerechtfertigt ist. Hier wird der Einordnung der IUCN in die Gattung der Strandläufer gefolgt.
Die IUCN stuft den Bindenstrandläufer als ungefährdet (least concern) ein, der Bestand wird auf 820.000 geschlechtsreife Individuen geschätzt.

## Erscheinungsbild
Der Bindenstrandläufer erreicht eine Körperlänge von 18 bis 22 Zentimetern. Etwa vier Zentimeter entfallen dabei auf den Schnabel. Die Flügelspannweite beträgt 43 bis 48 Zentimeter. Das Gewicht variiert zwischen 50 und 70 Gramm.
Im Prachtkleid haben Bindenstrandläufer einen weißlichen Kopf mit einem braun gestrichelten Oberkopf. Ein weißer Streif verläuft von der Schnabelbasis oberhalb des Auges bis zu den Ohrflecken. Die Ohrflecken selbst sind kastanienbraun. Ein zweiter brauner Streif verläuft darunter von der Schnabelbasis bis zum Auge. Die Körperunterseite ist weiß, die Brust ist stark dunkelbraun gestrichelt, Bauch und Bürzel weisen dagegen eine dunkelbraune Querzeichnung auf. Der Mantel ist dunkelbraun, die einzelnen Federn sind schmal weißlich gesäumt. Einzelne Federn der Körperoberseite weisen auch einen rötlich kastanienbraunen Saum auf. Rumpf und Oberschwanzdecke sind weißlich, die mittleren Schwanzfedern sind dunkelgrau, die seitlichen Schwanzfedern etwas heller.
Im Schlichtkleid fehlen die kastanienfarbenen Stellen am Kopf und die Körperoberseite ist matter gefärbt. Der Vogel wirkt dann stärker graubraun. Der leicht nach unten gebotene Schnabel ist dunkelgrau. Die Iris ist dunkelbraun. Die Beine und Füße sind grünlich-gelb.
Jungvögel haben einen blass rötlichbraunen Kopf, Hals und eine rötlichbraune Brust. Der Oberkopf, der Augenstreif und die Ohrendecken sind etwas dunkler. Die Körperunterseite ist weiß, der Mantel ist braun mit breiten hellen Federsäumen. Die Küken sind auf der Körperoberseite braun und schwarz gefleckt. Einzelne Dunenfedern weisen eine weißlich Spitze auf. Die Körperunterseite ist blass rötlichbraun.

## Verbreitungsgebiet

Der Bindenstrandläufer kommt nur in der Nearktis vor. Er brütet vereinzelt im Norden Alaska bis zum Bathurst Inlet sowie im Süden der Victoriainsel. Brutgebiete finden sich außerdem im Südwesten der Hudson Bay. Er präferiert als Lebensraum die feuchte Tundra, kommt aber auf der Victoriainsel auch auf trockenerer Tundra vor. Er ist ein Zugvogel, der im Winterhalbjahr nach Südamerika zieht.

## Lebensweise
Der Bindenstrandläufer frisst überwiegend Wirbellose, die er von der Oberfläche aufpickt. Er stochert aber gelegentlich auch mit dem Schnabel nach Nahrung. In geringem Maße frisst er außerdem auch Samen.
Im Winterhalbjahr lebt der Bindenstrandläufer überwiegend gesellig, während der Fortpflanzungszeit ist er dagegen territorial. Bindenstrandläufer sind monogam, die Paarbindung besteht vermutlich nur eine Fortpflanzungsperiode. Das Nest ist eine flache, vom Männchen gescharrte Mulde, die mit Pflanzenmaterial ausgelegt wird. Das Gelege besteht aus vier Eiern. Diese sind olivfarben mit auffälligen dunklen Flecken. Die Brutzeit beträgt 20 Tage, beide Elternvögel sind an der Brut beteiligt. Die Küken sind Nestflüchter, die von beiden Elternvögeln gehudert und geführt werden. Die Jungvögel sind mit etwa 18 Tagen flügge. Sie erreichen ihre Geschlechtsreife im zweiten Lebensjahr.

## Etymologie und Forschungsgeschichte
Die Erstbeschreibung des Bindenstrandläufer erfolgte 1826 durch Charles Lucien Jules Laurent Bonaparte unter dem wissenschaftlichen Namen Tringa himantopus. Als Verbreitungsgebiet gab er Long Branch an. 1804 führte Blasius Merrem die neue Gattung Calidris ein. Dieser Name hat seinen Ursprung καλιδρις, σκαλιδρις calidris, skalidris, deutsch ‚gesprenkelt‘ ein Name den Aristoteles für ein nicht identifizierten graufarbigen Wasservogel verwendete. Der Artname himantopus ist ein Wortgebilde aus   ἱμας, ἱμαντος himas, himantos, deutsch ‚Riemen, Tanga‘ und πους, ποδος pous, podos, deutsch ‚Fuß‘. Alfred Laubmann hatte für sein Werk Die Vögel von Paraguay keinen Balg zur Verfügung. Er betrachtete den Bindenstrandläufer als Wintergast für Paraguay. Einen Nachweise für das Land sah er für Puerto Pinasco im Departamento Presidente Hayes sowie Laguna Wall durch Alexander Wetmore.

## Belege

### Einzelbelege
1. ↑  Gavin H. Thomas, Matthew A. Wills, Tamás Székely: A supertree approach to shorebird phylogeny. In: BMC Evol. Biol. Nr. 4, 2004, S. 28, doi:10.1186/1471-2148-4-28, PMC 515296 (freier Volltext) – (englisch).
2. ↑  Factsheet auf BirdLife International
3. ↑  R. Sale: A Complete Guide to Arctic Wildlife. 2006, S. 202.
4. ↑  Charles Lucien Jules Laurent Bonaparte (1826), S. 157.
5. ↑  Blasius Merrem, S. 542.
6. ↑  Calidris The Key to Scientific Names. Edited by James A. Jobling
7. ↑  himantopus The Key to Scientific Names. Edited by James A. Jobling
8. ↑  Alexander Wetmore (1926), S. 158.
9. ↑  Alfred Laubmann (1939), S. 85–86.